# St. Martin (Fahlenbach)

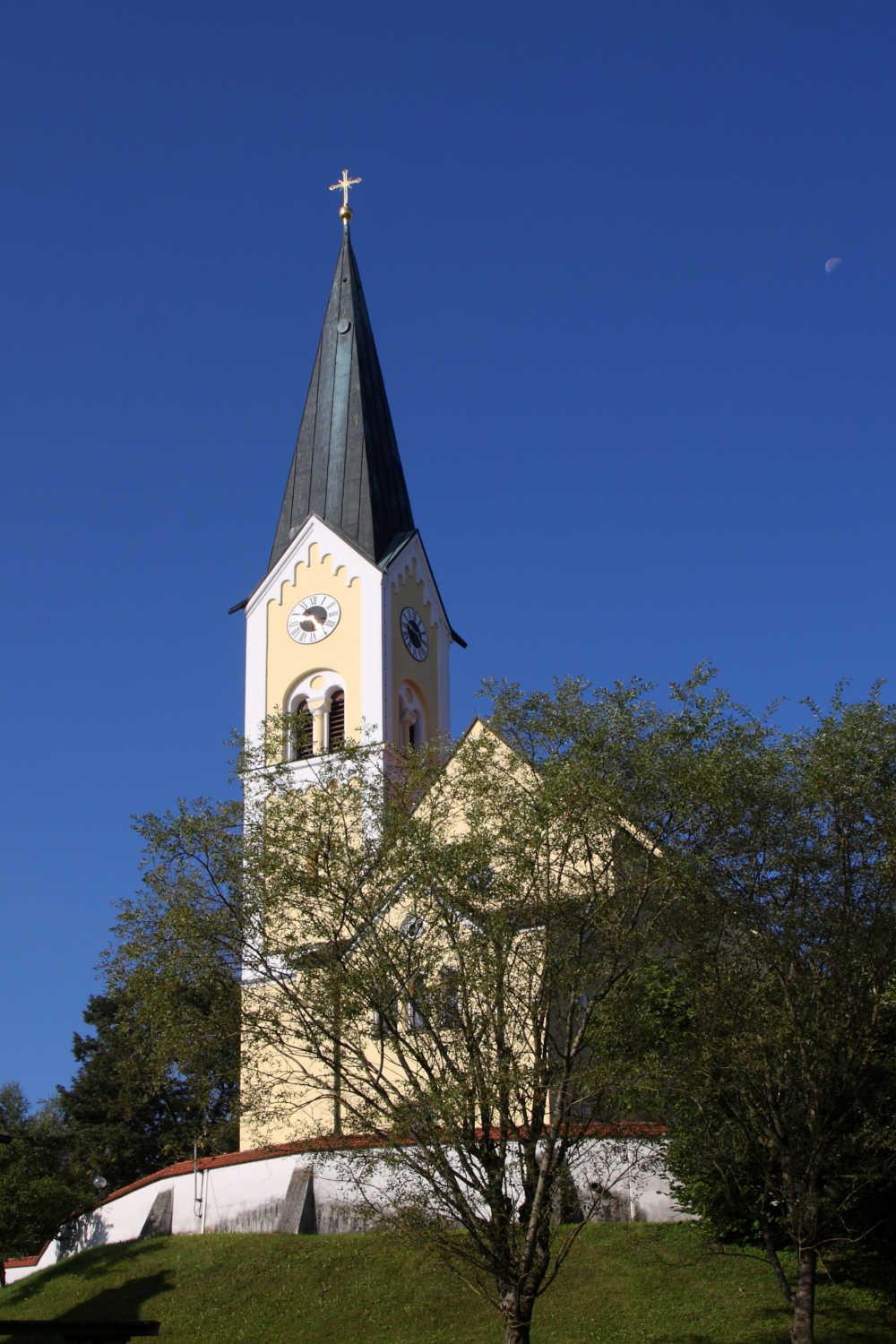
St. Martin in Fahlenbach

Die römisch-katholische Pfarrkirche St. Martin steht in Fahlenbach, einem Ortsteil der Gemeinde Rohrbach im oberbayerischen Landkreis Pfaffenhofen an der Ilm. Das Bauwerk ist in der Liste der Baudenkmäler in Rohrbach als Baudenkmal unter der Nr. D-1-86-149-5 eingetragen. Die Kirche gehört zum Dekanat Pfaffenhofen des Bistums Augsburg.

## Beschreibung
Das neuromanisch umgestaltete Langhaus der im Kern spätromanischen Saalkirche wurde 1870 um ein Joch nach Westen verlängert. Im Osten befindet sich der eingezogene Chor, an dessen Südwand der mit einem spitzen Helm bedeckte Chorflankenturm steht. Das oberste Turmgeschoss enthält hinter den als Biforien gestalteten Klangarkaden den Glockenstuhl mit drei Kirchenglocken. Darüber sind die Zifferblätter der Turmuhr angebracht.
Der Innenraum des Langhauses ist mit einem Kreuzgratgewölbe überspannt, ebenso der des Chors. Der Hochaltar wurde um 1740 aufgestellt. Er wird von den Skulpturen des Ulrich von Augsburg und des Erasmus von Antiochia flankiert. Auf dem Altarretabel hat Georg Lacher Martin von Tours dargestellt.